# Thái Bình công chúa bí sử
Thái Bình Công Chúa Bí Sử (tiếng Trung: 太平公主秘史, phiên âm: Taiping Gongzhu Mishi, tiếng Anh: The Secret History of Princess Taiping), là một bộ phim truyền hình cổ trang và lịch sử Trung Quốc của đạo diễn Lý Hàn Thao. Phim được phát sóng ở Trung Quốc trên kênh Hồ Nam TV vào ngày 27 tháng 3 năm 2012.

## Nội dung
Thái Bình công chúa bí sử hư cấu nên sự hồi sinh thần kỳ của trưởng nữ Võ Tắc Thiên là An Định công chúa, được nhũ mẫu Chiêu nương lén đưa ra khỏi cung, trên đường trốn chạy đã gặp phải rất nhiều gian nan. Khi An công chúa trưởng thành, ở đại mạc nàng đã cùng Đột Quyết thân vương A Sử Na Tư Mộ nảy sinh chuyện tình buồn; sau này biết được thân thế của mình, nàng phẫn nộ mà quyết tâm đứng lên phục thù.
Bộ phim xoay quanh việc Chiêu nương đưa An Định công chúa vượt qua nguy hiểm trùng trùng, từ kinh thành trốn đến đại mạc; về sau An Định công chúa bắt cóc em gái là Thái Bình công chúa, thay thế em gái trở về hoàng cung, đợi thời cơ trả thù Võ Tắc Thiên, khởi đầu một cuộc thần long chính biến, tham vọng trở thành nữ hoàng.
Trong phim Giả Tịnh Văn diễn 2 vai phân biệt là Thái Bình công chúa trung niên nhu tình tựa thủy và An Định công chúa mạnh mẽ, cương nghị; An công chúa là nhân vật chủ đạo, cũng là một trong những điểm đáng xem nhất của phim. Đây là nhân vật hư cấu, nhưng dường như là kết hợp của An Lạc công chúa và Thái Bình công chúa trong chính sử, tính cách cương nghị, cực kỳ tham vọng, khiến bộ phim pha trộn giữa hư ảo và chân thực, tràn đầy màu sắc truyền kỳ.

## Diễn viên
- Giả Tịnh Văn vai Thái Bình công chúa và An Định công chúa trung niên
- Trịnh Sảng vai Thái Bình công chúa và An Định công chúa thanh niên
- Lâm Diệu Khả vai Thái Bình công chúa và An Định công chúa thiếu niên
- Trương Hàn vai Lý Long Cơ
- Lý Tương vai Võ Tắc Thiên trung niên
- Lưu Vũ Hân vai Võ Tắc Thiên thanh niên
- Chu Tử Kiêu vai Tiết Thiệu
- Đồ Lê Mạn vai Thượng Quan Uyển Nhi trung niên
- Tôn Diệu Kỳ vai Thượng Quan Uyển Nhi thanh niên
- Viên Hoằng vai A Sử Na Tư Mộ thân vương
- Lam Yến vai Vương hoàng hậu
- Tưởng Lâm Tịnh vai Vi Liên Nhi (Vi hoàng hậu)
- Từ Vĩ Lộ vai Vi Đoàn Nhi
- Du Tiểu Phàm vai Chiêu nương
- Quá Tề Minh vai Cao Kỳ
- Điền Vũ Bằng vai Lý Hiển (Đường Trung Tông)
- Diệp Bằng vai Lý Đán (Đường Duệ Tông)
- Diệp Tân vai Địch Nhân Kiệt
- Mã Phi vai Võ Thừa Tự
- Kỷ Chí Quân vai Trương Dịch Chi
- Viên Gia Bảo vai Trương Xương Tông
- Cao Tử Kỳ vai Lý Trị (Đường Cao Tông)

## Nhạc phim
| STT | Nhan đề                                     | Phổ lời        | Phổ nhạc       | Trình bày        | Thời lượng |
| --- | ------------------------------------------- | -------------- | -------------- | ---------------- | ---------- |
| 1.  | "Cố nhân thán" (Mở đầu)                     | Triệu Duệ Dũng | Diêu Kiệt Quân | Trương Cật Thiến | 02:09      |
| 2.  | "Chỉ thặng tương tư tại chi đầu" (Kết thúc) | Lưu Tùng Niên  | Diêu Kiệt Quân | Châu Dung        | 02:12      |